# Tony Mottram
Anthony John Mottram, detto Tony (Coventry, 8 giugno 1920 – Torquay, 6 ottobre 2016) è stato un tennista e allenatore di tennis britannico.

## Carriera

### Carriera tennistica e militare
Secondo di tre fratelli, l'amore per il tennis nasce da piccolo quando un amico lo porta all'Earlsdon Tennis Club.
Nel 1938, a 17 anni, prese parte al suo primo torneo, il Priory Club’s Whitsuntide di Edgbaston. e l'anno seguente giocò il suo primo torneo di Wimbledon.
Con l'avvento della Seconda guerra mondiale sospese l'attività sportiva e si arruolò nella Royal Air Force e fu mandato ad addestrarsi in Rhodesia, l'attuale Zimbabwe. Al termine dell'addestramento fu assegnato allo squadrone 489 (NZ) che, con gli Hampden, aveva il compito di attaccare le navi nemiche nel Mare del Nord.
Il periodo di servizio, che gli valse una Distinguished Flying Cross per l'attacco che portò all'affondamento della nave da carico tedesca Karpfanger, terminò dopo sei mesi, ma a fine 1944 fu richiamato e, come comandante di squadriglia, fu assegnato allo squadrone 272 nel nord Italia.
Al termine della guerra tornò a dedicarsi al tennis e dato che i tornei tennistici, tornei del Grande Slam compresi, erano ancora amatoriali e quindi non assegnavano premi in denaro, finanziò l'attività sportiva lavorando come giornalista per The Observer. In quegli anni fu uno dei più grandi sostenitori dell'esclusione dei tennisti tedeschi da Wimbledon, che rimase in vigore fino al 1951.
Nel 1947 raggiunse il suo miglior risultato nel torneo di casa, raggiungendo la finale di doppio maschile insieme all'australiano Bill Sidwell, battendo la quarta coppia del seeding formata dagli statunitensi Tom Brown e Budge Patty al primo turno e, in semifinale, gli australiani secondi favoriti John Bromwich e Dinny Pails. In finale la coppia però fu battuta dai favoriti del torneo Bob Falkenburg e Jack Kramer
In carriera in singolare raggiunse come miglior risultato i quarti di finale a Wimbledon nel 1948 ed i quarti di finale del Roland Garros nel 1947 e nel 1948.
Dal 1947 al 1955 ha fatto parte della Squadra britannica di Coppa Davis disputando 56 incontri tra singolare e doppio vincendone 36.

### Dopo il ritiro
Nel 1955 chiuse l'attività agonistica per dedicarsi a quella di allenatore al Woodborough Club di Putney insieme alla moglie Joy Gannon, a sua volta tennista, che aveva sposato nel 1949. I due allenarono i loro tre figli: mentre Karen non si divenne mai una professionista, Linda raggiunse i quarti di doppio femminile a Wimbledon nel 1978 diventando anche numero due britannica, e Buster vinse due tornei del circuito ATP raggiungendo la 15ª posizione del ranking nel febbraio 1983.
Nel 1957 è stato eletto membro onorario dell'All England Lawn Tennis and Croquet Club e insieme alla moglie ha pubblicato il libro Modern Lawn Tennis.
Tony Mottram morì il 6 ottobre 2016 a 96 anni.

## Finali dei tornei dello slam

### Doppio

#### Finali perse (1)
| N. | Data          | Torneo                          | Superficie | Compagno     | Avversari in finale        | Punteggio     |
| 1. | 4 luglio 1947 | Torneo di Wimbledon, Londra (1) | Erba       | Bill Sidwell | Bob Falkenburg Jack Kramer | 6-8, 3-6, 3-6 |